# 병호시비
병호시비(屛虎是非)는 호계서원에서 퇴계 이황의 좌측에 김성일과 류성룡 중 누구의 위패를 둘 것이냐, 즉 김성일과 류성룡 중 누가 더 퇴계의 제자로서 서열이 높으냐를 두고 병산서원과 호계서원 사이에 다툰 갈등이다. 1620년 처음 시작되었으며, 오랫동안 해결되지 않고 김성일과 류성룡의 후학들이 서로 절교하는 등 수백년 동안 지속되었다.
2009년 안동시에서 호계서원을 복원하면서 좌측에 류성룡을, 우측에 김성일과 이상정의 위패를 배치하기로 하면서 389년만에 종료되었다.